# 尼奇諾夫
尼奇諾夫位於波蘭奧特沃茨克的一個村莊，全村佔地6平方公里，大約有704位居民。位於維斯瓦河附近的尼奇諾夫主要道路為西里西亞路，而1975年到1998年該村規劃於謝德爾采省，1998年之後改劃馬佐夫舍省奧特沃茨克縣至今。